# Tetramorium flagellatum
Tetramorium flagellatum är en myrart som beskrevs av Bolton 1977. Tetramorium flagellatum ingår i släktet Tetramorium och familjen myror. Inga underarter finns listade i Catalogue of Life.